# 佩德森山
佩德森山（英語：Mount Pedersen）是南極洲的山峰，位於維多利亞地的彭內爾海岸，處於加拉塔斯峰東南面17公里，屬於弗賴貝格山脈中薩拉曼德山脈的一部分，海拔高度2,070米，現時由南極條約體系管理。